# Privatbrauerei Friedrich Düll
Die Privatbrauerei Friedrich Düll ist eine mittelständische Brauerei und stellt Bier und andere Getränke unter dem Namen Krautheimer her. Sie liegt im Pfarrdorf Krautheim, einem Ortsteil der unterfränkischen Stadt Volkach im Weinlandkreis Kitzingen.

## Geschichte

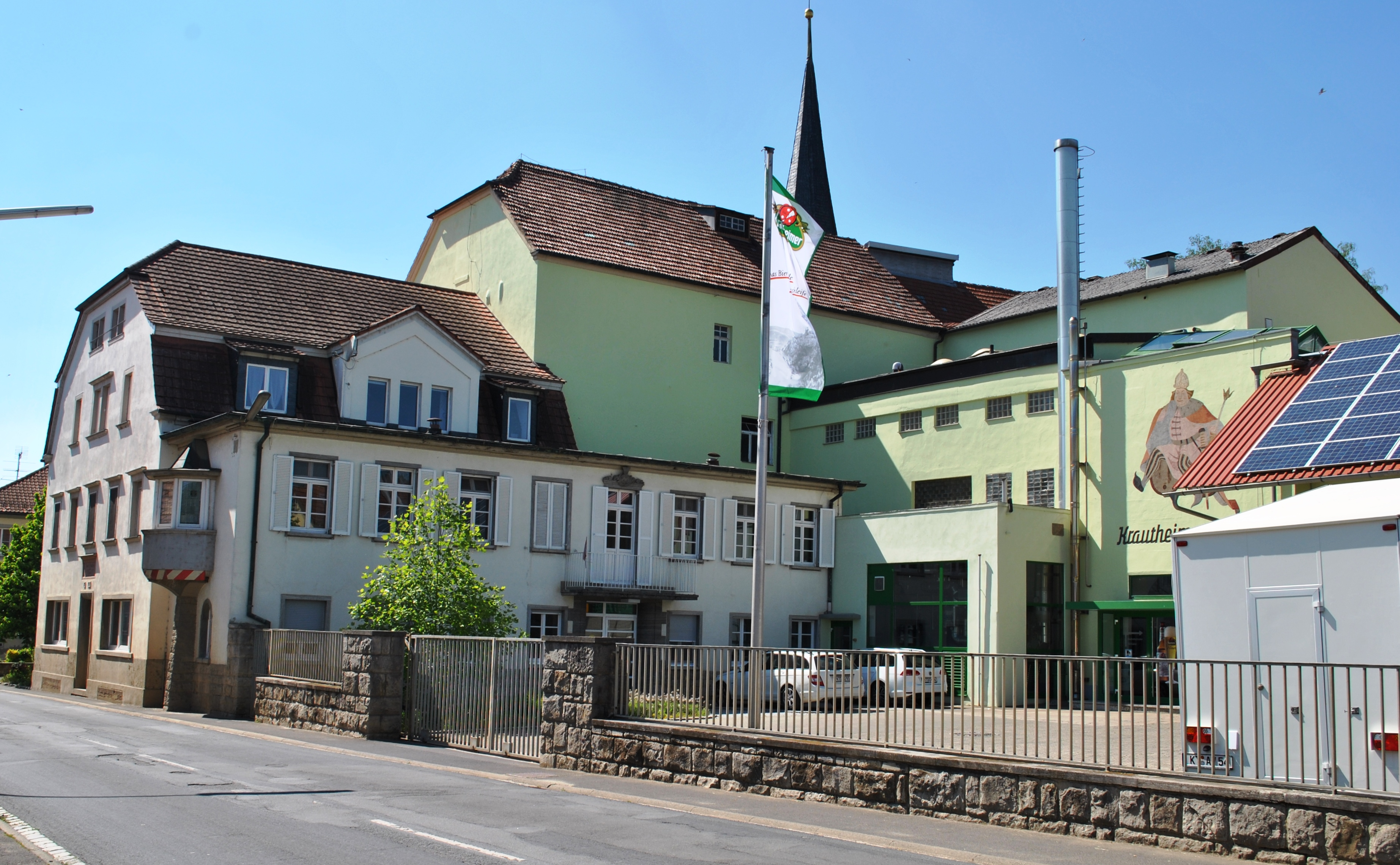
Das Brauereigelände im Jahr 2017

Der Ursprung der Brauerei geht auf das Jahr 1654 zurück, als nach Abgang des Geschlechts der Zollner von Halberg Krautheim der Grafschaft Castell zugehörte. Eine Eintragung in den Gemeinderechnungen von 1654 besagt, dass Dieterich (Gründer der Brauerei) eine Zahlung von „11 Patzen von wegen der Steine, so er von einer Gemein zur Erbauung seines Brauhauses erkaufet.“ Diese Eintragung und ein Gesuch aus dem Jahre 1655 an die Grafen zu Castell bestätigen, dass die Brauerei zur damaligen Zeit erbaut und mit dem Brauen begonnen wurde.
1725 heiratete Johann Georg Großner aus Neuses am Sand die jüngste Tochter des Carl Christian Dietrich, Wirt, Bierbrauer und Dorfrichter. Später ging die Brauerei in die Hände verschiedener Besitzer über:
- Nicolaus Herbert, Michael Will (1815)
- Friedrich Will (1822)
- Michael Schneider (1868)

1881 kam Friedrich Düll, Bierbrauer aus Bimbach nach Krautheim und heiratete die Witwe des Michael Schneider.

1918 zog sich Friedrich Düll aus dem aktiven Geschäft zurück und übergab die Brauerei seinem Sohn Michael Düll und seinem Stiefsohn Eduard Schneider zu gleichen Teilen. Er verstarb 1926. Eduard Schneider ist 1930 als Teilhaber ausgeschieden und Michael Düll wurde Alleineigentümer. Er verstarb 1937 mit 52 Jahren. Seine Witwe Anna führte die Brauerei bis zum Jahre 1945 fort.
Von 1945 bis 1990 leiteten die beiden Brüder Hermann und Heinrich Düll die Brauerei. Ab 1990 bis zum Tod von Heinrich Düll im Frühjahr 2000 wurde der Betrieb von ihm und seinem Sohn Friedrich Düll geführt. Seit 2000 ist Friedrich Düll zusammen mit seiner Frau Martina Düll und seinen Kindern Geschäftsführer und Inhaber der Brauerei. Er war bis 2016 fünf Jahre lang Präsident des Bayerischen Brauerbundes und wurde nach seinem Ausscheiden aus diesem Amt dort im Mai 2016 in Würdigung seiner Verdienste zum Ehrenpräsidenten ernannt.

## Sorten
Sämtliche Biersorten werden ausschließlich mit Doldenhopfen aus der Hallertau gebraut. Zusätzlich werden noch andere Getränke wie z. B. Radler, Limonaden und Tafelwasser aus dem betriebseigenen Brunnen produziert.
Die Brauerei hat eine Jahresproduktion von ca. 30.000 hl, wovon etwa 70 % die Hauptsorte Pils ausmachen.
| Pilsner                | 5,0 % | 11,7 % |
| Helles Lagerbier       | 4,9 % | 11,7 % |
| Kellerbier (naturtrüb) | 4,9 % | 12,5 % |
| Light                  | 2,9 % | 7,5 %  |
| Landmärzen             | 5,6 % | 13,5 % |
| Urtyp-Dunkel           | 5,4 % | 12,8 % |

| Helles Weißbier        | 5,0 %  | 11,7 % |
| Dunkles Weißbier       | 5,0 %  | 12,6 % |
| Leichtes Weißbier      | 3,25 % | -      |
| Alkoholfreies Weißbier | <0,5 % | -      |

| Dunkler Doppelbock | 7,8 % | 18,5 % |
| Heller Bock        | 7,2 % | 16,5 % |
| Weihnachtsbier     | 5,6 % | 12,8 % |

## Besonderheiten
- Das Brauwasser wird aus einem eigenen Brunnen gefördert.
- Braugerste und Weizen werden von Landwirten aus der Umgebung bezogen. Die Brauerei Düll ist die einzige Brauerei in Unterfranken, die ihren Malzbedarf in einer eigenen Mälzerei vermälzt.